# Turbina Kaplan

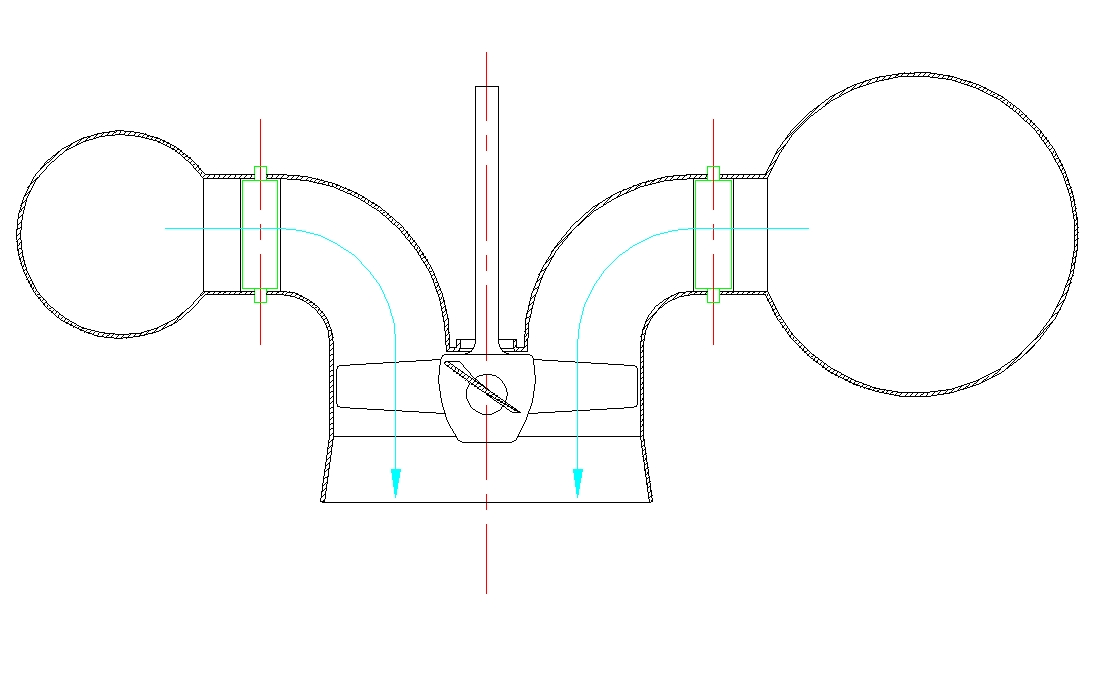
Girante Kaplan: ai lati si notano le due sezioni del condotto a chiocciola, poi le pale del distributore (in verde), centralmente la girante. Le linee azzurre rappresentano le linee di fluido. In basso la macchina continuerà con il tubo diffusore

La turbina Kaplan, inventata nel 1913 dall’ingegnere austriaco Viktor Kaplan, è una turbina idraulica a reazione che sfrutta piccoli dislivelli, fino a qualche decina di metri, ma con grandi portate, da 200/300 m³/s in su. 
Costruttivamente è un'elica, dove le pale si possono orientare, al variare della portata d'acqua permettendo di mantenere alto il rendimento fino a portate del 20-30% della portata nominale. Solitamente è dotata di deflettori statorici fissi che orientano il flusso. Si può ottimizzare il rendimento della macchina per una forbice più ampia rispetto alla portata ideale tramite un sistema di orientamento dei deflettori statorici al variare della portata.
Il liquido giunge nella turbina grazie ad un condotto a forma di chiocciola che alimenta tutta la circonferenza, poi attraversa un distributore che dà al fluido una rotazione vorticosa, essenziale per imprimere il moto alla girante, dove il flusso deviato di 90° la investe assialmente.
Allo scarico, come per la turbina Francis, è possibile recuperare energia grazie al diffusore.

## Caratteristiche

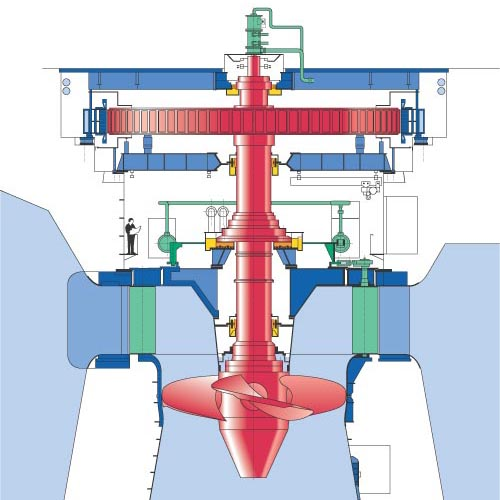
Turbina Kaplan accoppiata con l'alternatore

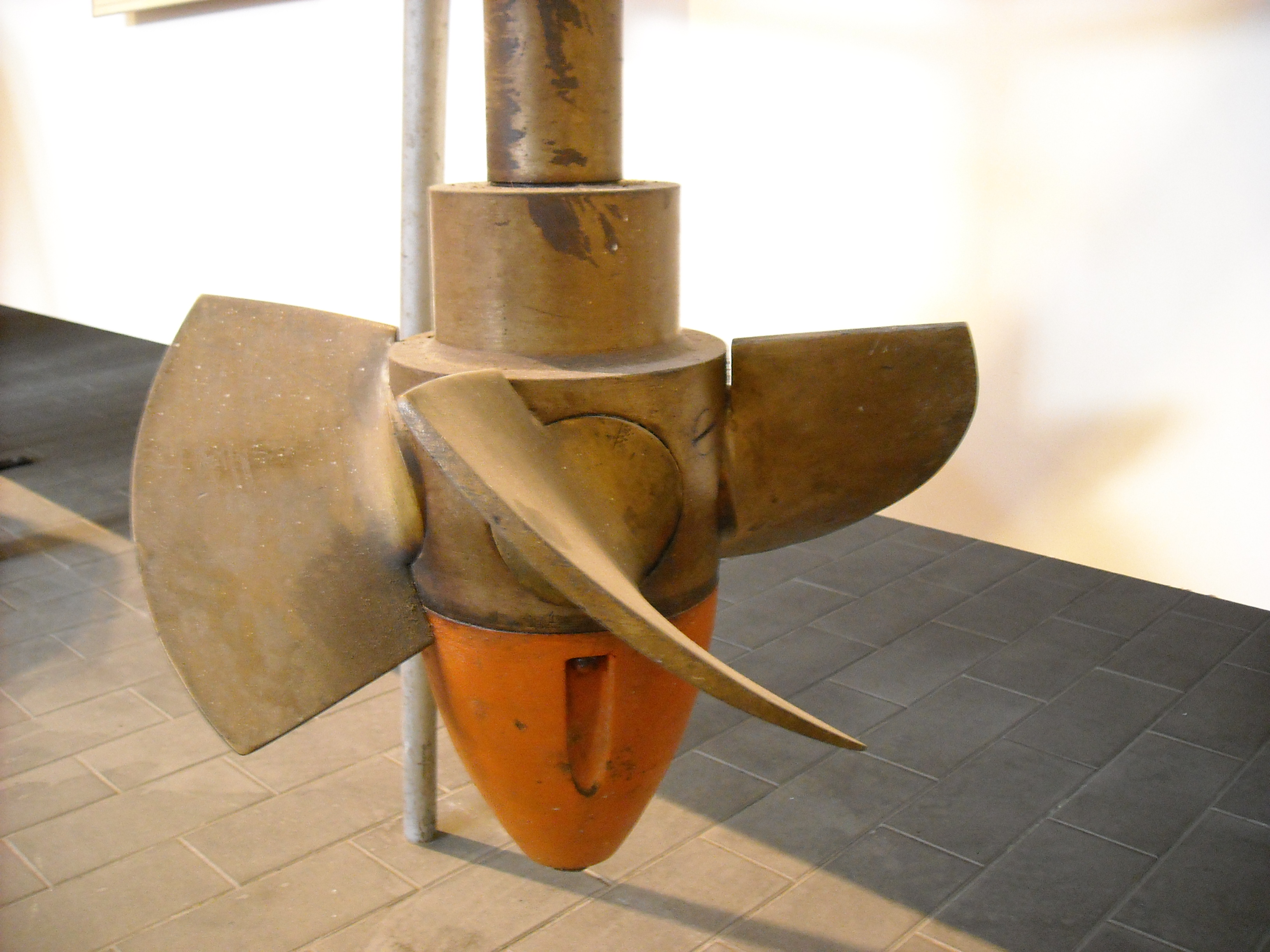
Girante di turbina idraulica Kaplan degli anni '50 esposta al Museo storico dei motori e dei meccanismi di Palermo.

Con una turbina ad elica la regolazione è praticamente nulla, quindi può funzionare solo per una certa portata, ragion per cui il distributore non è nemmeno regolabile.
Con la turbina Kaplan grazie all'orientamento delle pale della girante, è invece possibile l'adattamento alla portata presente. Questo perché ad ogni regolazione del distributore corrisponde un orientamento delle pale e ciò permette di farla lavorare con rendimenti molto alti (fino al 90%) in un grande intervallo di portate.
Il campo di utilizzazione delle turbine Kaplan lente arriva a cadute massime attorno ad 80 m e portate sino a 50 m³/s, sovrapponendosi in parte al campo di utilizzo delle turbine Francis veloci le quali arrivano a cadute inferiori a 10 m e portate che possono superare 300 m³/s
Si è soliti usare insieme turbine ad elica e turbine Kaplan: le turbine ad elica funzioneranno a pieno regime e il fluido eventualmente eccedente viene destinato alle turbine Kaplan, qualsiasi sia la sua entità. In questo modo si limitano i costi di installazione poiché una turbina Kaplan è più costosa di una turbina ad elica, perciò installare solamente turbine Kaplan sarebbe molto più dispendioso.